# Maca (Caylloma)
Maca es una localidad peruana ubicada en la región Arequipa, provincia de Caylloma, distrito de Maca. Se encuentra a una altitud de 3279 m s. n. m. Tiene una población de 1167 habitantes en 1993.
La ciudad de Maca fue declarada monumento histórico del Perú el 30 de junio de 1986 mediante el RALIN° 329-86-ED.

## Clima
| Parámetros climáticos promedio de Maca | Parámetros climáticos promedio de Maca | Parámetros climáticos promedio de Maca | Parámetros climáticos promedio de Maca | Parámetros climáticos promedio de Maca | Parámetros climáticos promedio de Maca | Parámetros climáticos promedio de Maca | Parámetros climáticos promedio de Maca | Parámetros climáticos promedio de Maca | Parámetros climáticos promedio de Maca | Parámetros climáticos promedio de Maca | Parámetros climáticos promedio de Maca | Parámetros climáticos promedio de Maca | Parámetros climáticos promedio de Maca |
| Mes                                    | Ene.                                   | Feb.                                   | Mar.                                   | Abr.                                   | May.                                   | Jun.                                   | Jul.                                   | Ago.                                   | Sep.                                   | Oct.                                   | Nov.                                   | Dic.                                   | Anual                                  |
| -------------------------------------- | -------------------------------------- | -------------------------------------- | -------------------------------------- | -------------------------------------- | -------------------------------------- | -------------------------------------- | -------------------------------------- | -------------------------------------- | -------------------------------------- | -------------------------------------- | -------------------------------------- | -------------------------------------- | -------------------------------------- |
| Temp. media (°C)                       | 12.6                                   | 12.7                                   | 12.3                                   | 11.7                                   | 10.5                                   | 9.8                                    | 8.9                                    | 9.3                                    | 10.9                                   | 11.9                                   | 12.1                                   | 12.5                                   | 11.3                                   |
| Fuente: climate-data.org               |                                        |                                        |                                        |                                        |                                        |                                        |                                        |                                        |                                        |                                        |                                        |                                        |                                        |

## Lugares de interés
- Iglesia Santa Ana de Maca[4][5]
- Volcán Ampato[6]
- Volcán Sabancaya[7]